# Elecciones parlamentarias de Bielorrusia de 2016

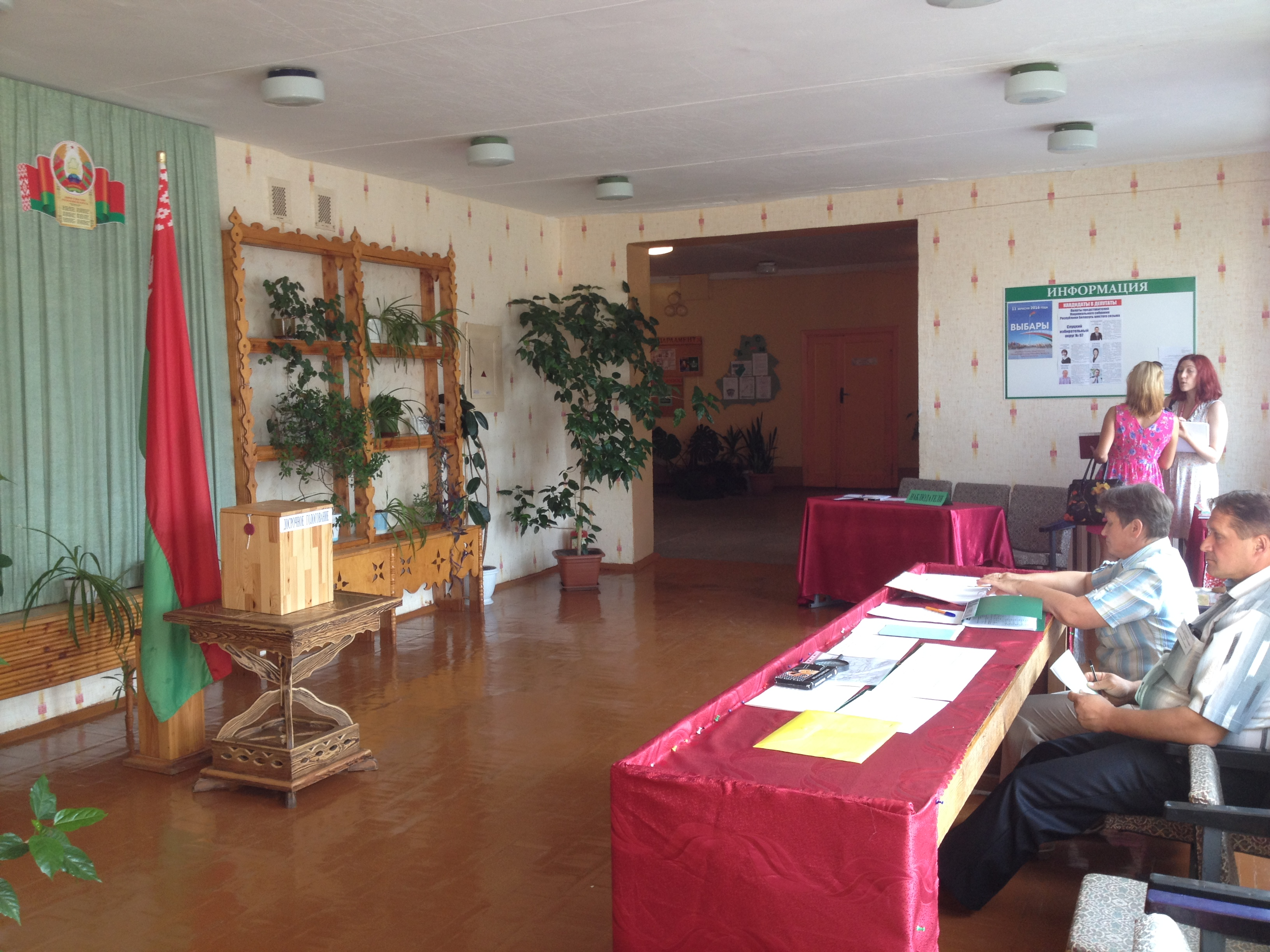
Mesa de votación en Povstyn

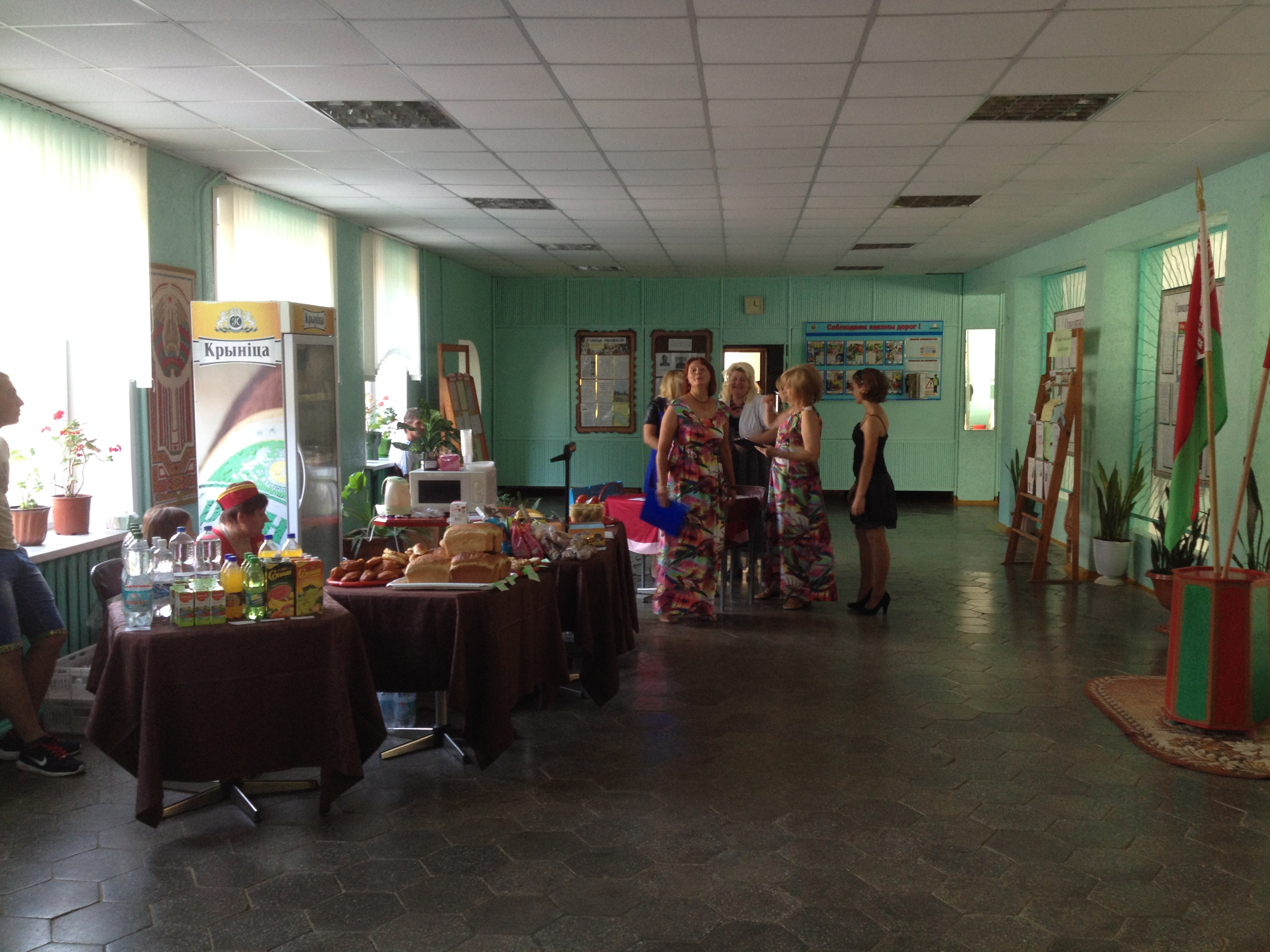
Mujeres cantando cerca de una mesa de votación en Veseia

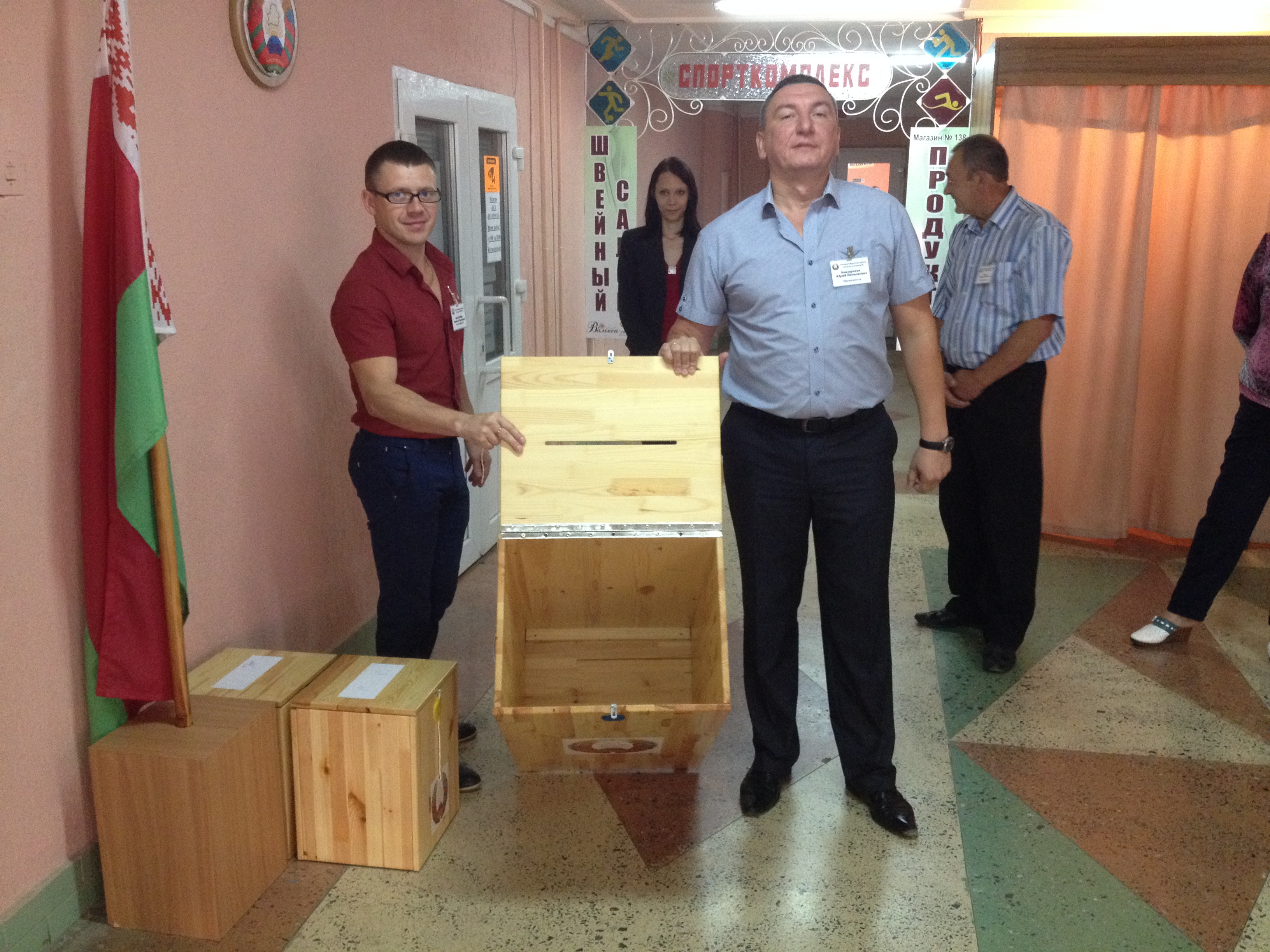
Miembros de una comisión, mostrando un urna de votos vacía antes de su clausura, Slutsk

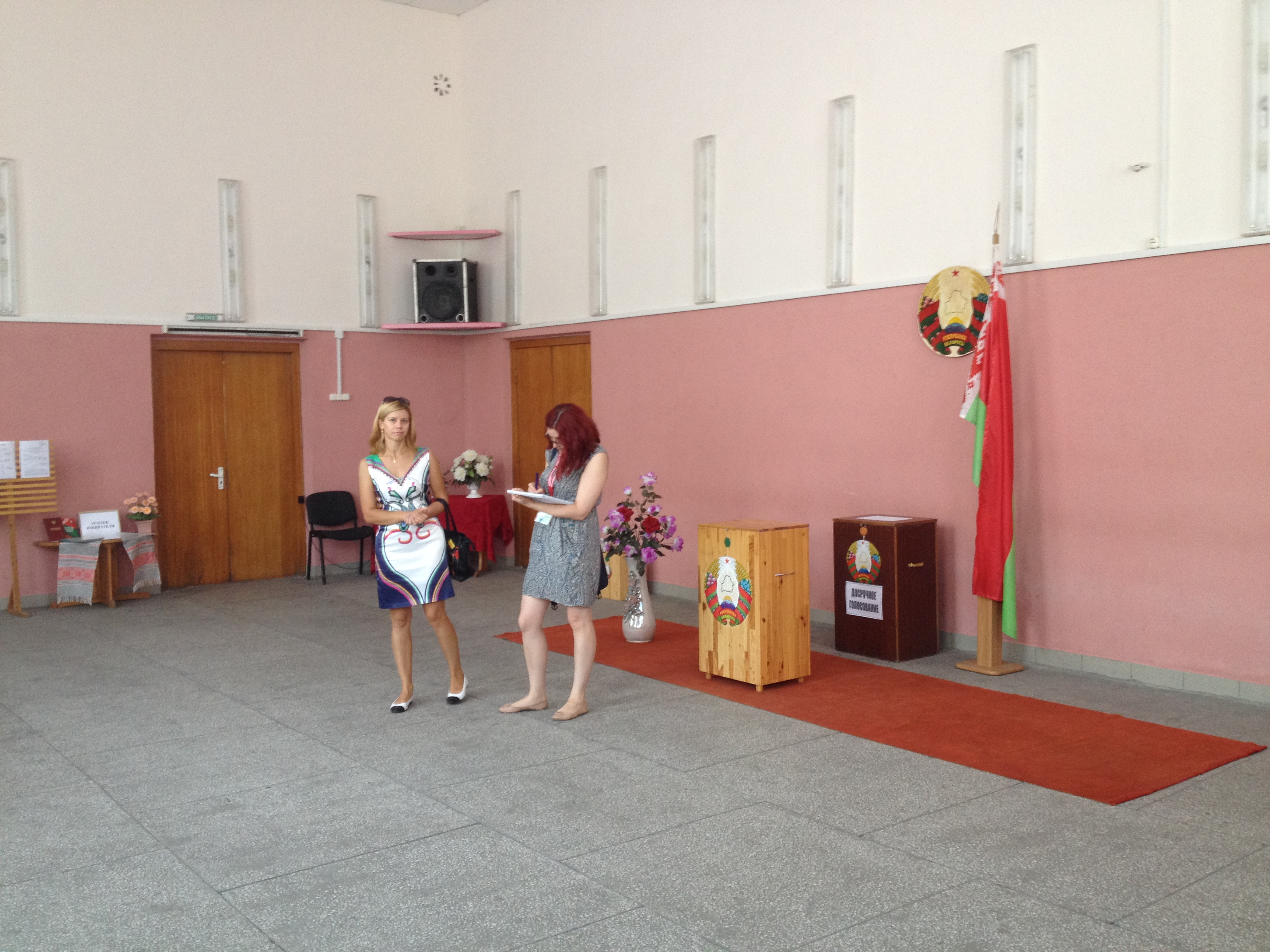
Observadores de la OSCE en una mesa de votación en Bokshytsy

Las elecciones parlamentarias de Bielorrusia fueron realizadas el 11 de septiembre de 2016.

## Sistema electoral
Los 110 miembros de la Cámara de Representantes fueron previamente elegidos mediante una segunda vuelta electoral. Sin embargo, un nuevo código electoral fue introducido en 2013, aboliendo el requisito de los candidatos para recibir una mayoría absoluta, cambiando eficazmente el sistema de votos a escrutinio mayoritario uninominal. Todos los candidatos fueron elegidos en circunscripciones únicas. Aun así, si había sólo un candidato, se requería que recibiera mínimo el 50% de los votos emitidos (los votantes también podían votar por ninguna opción). La participación electoral de una circunscripción debía ser de al menos un 50%, para que las elecciones fuesen consideradas como válidas.
En caso de que no se haya cumplido con la participación electoral o no se logró elegir ningún candidato, se tendrían que repetir las elecciones.

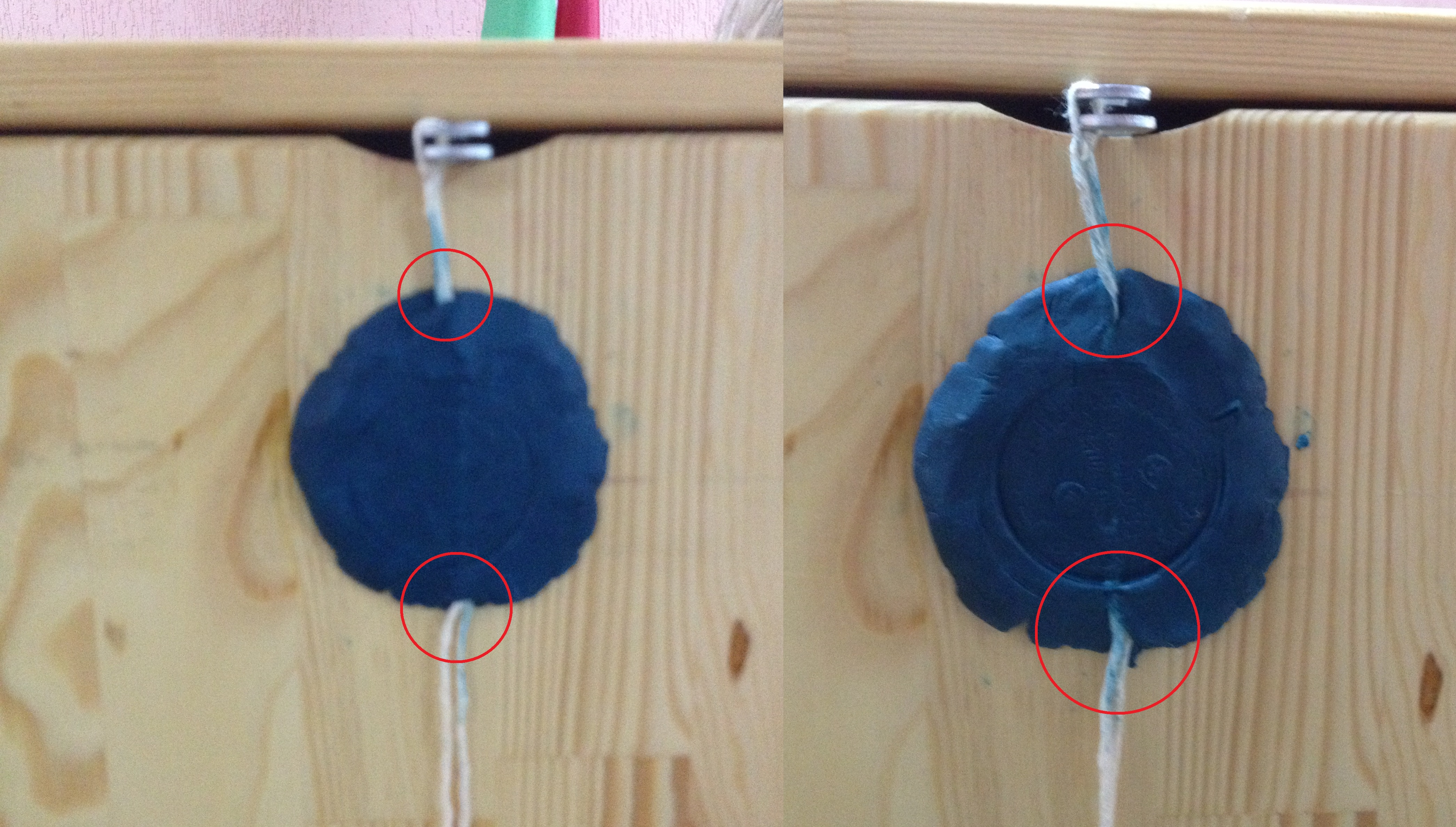
Sello en una urna para la votación anticipada, Slutsk. La imagen de la izquierda fue tomada al atardecer del último día de votación anticipada, y la imagen de la derecha fue tomada en la mañana del día siguiente.

| Región                | Escaños |
| --------------------- | ------- |
| Ciudad de Minsk       | 20      |
| Provincia de Brest    | 16      |
| Provincia de Gómel    | 17      |
| Provincia de Grodno   | 13      |
| Provincia de Maguilov | 13      |
| Provincia de Minsk    | 17      |
| Provincia de Vítebsk  | 14      |
| Total                 | 110     |

## Partidos postulantes
Los partidos pro-gobernantes, es decir, el Partido Comunista, el Partido Democrático Liberal, el Partido Republicano del Trabajo y la Justicia y el Partido Patriótico participaron en las elecciones, de los cuales muchos candidatos partidarios del gobierno, se postularon como independientes.
En contraste a las elecciones parlamentarias de 2012, la oposición no boicoteó las elecciones, en cambio formó una alianza bajo el nombre Prava Vybora (El Derecho a Elegir) conformado por el Partido del Frente Popular, la Democracia Cristiana Bielorrusa, el  Partido Socialdemócrata Bielorruso (Asamblea), el Movimiento Za svabodu, el Partido Cívico Unido, el Partido Verde Bielorruso, el Partido Liberal de Libertad y Progreso y el Sindicato de Industrias Eléctricas. El Partido de la Izquierda Bielorrusa "Un Mundo Justo" también disputó en las elecciones.
| Partido                                             | Líder              | Ideología                     | Posición                                                   | Número de escaños disputados |
| --------------------------------------------------- | ------------------ | ----------------------------- | ---------------------------------------------------------- | ---------------------------- |
| Partido Democrático Liberal                         | Sergei Gaidukevich | Paneslavismo                  | Oposición constructiva (declarado) Pro-gobierno (de hecho) | 73                           |
| Partido Cívico Unido                                | Anatoly Lebedko    | Conservadurismo Liberal       | Parte de la alianza de oposición "El Derecho a Elegir"     | 53                           |
| Partido del Frente Popular                          | Alaksej Janukevich | Nacionalismo bielorruso       | Parte de la alianza de oposición "El Derecho a Elegir"     | 45                           |
| Partido de la Izquierda Bielorrusa "Un Mundo Justo" | Sergey Kalyakin    | Socialdemocracia              | Oposición                                                  | 37                           |
| Partido Comunista                                   | Igor Karpenko      | Comunismo, Marxismo–Leninismo | Pro-Gobierno                                               | 36                           |
| Partido Socialdemócrata Bielorruso (Asamblea)       | Irina Veshtard     | Socialdemocracia              | Parte de la alianza de oposición "El Derecho a Elegir"     | 27                           |
| Partido Republicano del Trabajo y la Justicia       | Vasil Zadnyaprany  | Socialdemocracia              | Pro-Gobierno                                               | 16                           |
| Partido Patriótico                                  | Nikolai Ulakhovich | Justicia social               | Pro-Gobierno                                               | 16                           |
| Partido Verde Bielorruso                            | Aleh Novikaŭ       | Políticas Verdes              | Parte de la alianza de oposición "El Derecho a Elegir"     | 5                            |

## Resultados

Composición del Parlamento bielorruso tras las elecciones: Independientes (gris): 93 escaños
Partido Comunista (rojo): 8 escaños
Partido Patriótico (celeste): 3 escaños
Partido Republicano del Trabajo y la Justicia (amarillo verdoso): 3 escaños
Oposición (Partido Cívico Unido y 1 independiente) (azul): 2 escaños
Partido Democrático Liberal (morado): 1 escaño

La Comisión Central de Elección declaró que las elecciones habían sido consideradas válidas en todas las circunscripciones. Al mismo tiempo, los observadores independientes declararon que los datos de participación se habían falsificado en muchas circunscripciones, particularmente en Minsk, y la participación real era inferior al 50% necesario para validar los resultados de cada circunscripción.
Las elecciones vieron dos candidatos de la oposición que obtuvieron escaños; Hanna Kanapatskaya, militante del Partido Cívico Unido quién obtuvo su escaño en la circunscripción de Minsk, y Alena Anisim, candidata independiente quién obtuvo su escaño en la Provincia de Minsk. Los otros 93 candidatos independientes se consideraron partidarios del gobierno. El Partido Comunista, el Partido Republicano del Trabajo y la Justicia y  el Partido Patriótico mostraron su apoyo hacia el Presidente Aleksandr Lukashenko, y a pesar de que el Partido Democrático Liberal declaraba ser una "oposición democrática constructiva", estuvo a favor de facto del gobierno.
| Partido | Votos     | %     | Escaños | +/–   |
| --- | --------- | ----- | ------- | ----- |
| Partido Comunista | 380 770   | 7.40  | 8       | +5    |
| Partido Democrático Liberal                                                                                             | 218 081   | 4.24  | 1       | +1    |
| Partido Republicano del Trabajo y la Justicia                                                                           | 147 378   | 2.87  | 3       | +2    |
| Partido Cívico Unido | 111 227   | 2.16  | 1       | +1    |
| Partido Patriótico | 111 045   | 2.16  | 3       | Nuevo |
| Partido del Frente Popular                                                                                              | 88 511    | 1.72  | 0       | 0     |
| Partido de la Izquierda Bielorrusa "Un Mundo Justo"                                                                     | 72 185    | 1.40  | 0       | 0     |
| Partido Socialdemócrata Bielorruso (Asamblea)                                                                           | 66 381    | 1.29  | 0       | 0     |
| Partido Verde Bielorruso                                                                                                | 9 038     | 0.18  | 0       | Nuevo |
| Independientes | 3 445 562 | 67.01 | 94      | –11   |
| Ninguna opción | 491 986   | 9.57  | –       | –     |
| Votos nulos | 69 707    | –     | –       | –     |
| Total | 5 211 871 | 100   | 110     | 0     |
| Participación electoral                                                                                                 | 6 978 490 | 74.68 | –       | –     |
| Fuente: CEC Archivado el 23 de septiembre de 2017 en Wayback Machine. (resultados), CEC (información de los candidatos) |           |       |         |       |